# Lema de Berge
En teoria de grafs, el lema de Berge és un lema demostrat pel matemàtic francès Claude Berge el 1957, que diu el següent:
| Un aparellament M en un graf G es màxim si i només si no hi ha rutes augmentatives amb M. Claude Berge, 1957 |

Un aparellament és màxim si conté el major nombre d'arestes possibles. Una ruta augmentativa (en anglès augmenting path) és un camí que comença i acaba en vèrtexs lliures o no connectats, i alterna entre arestes que estan i no estan en l'aparellament.